# Ferdinand Karl Holzinger
Ferdinand Karl Holzinger, Pseudonyme: Ferdinand Rodenstein, Siegfried Freiherr von Fried, Dr. Schwimmer u. a., (* 31. Januar 1881 in Gunzenhausen; † 26. April 1938 in Leipzig) war ein deutscher Schriftsteller.

## Leben
Holzinger stammte aus Bayern und gründete den „Verein deutscher Bibliophilen über Volkserotik aller Völker“, den er nach einigen Jahren in „Internationaler Zentralverband der Bibliophilen über Volkserotik aller Völker“ umbenannte. Unter wechselnden Pseudonymen gab er erotische Romane heraus, die teilweise auch noch nach seinem Tod aufgelegt worden sind. 
Er wurde in einem Strafprozess vor dem Landgericht Leipzig 1913 zu zwei Jahren sechs Monaten Gefängnis wegen Sittlichkeitsverbrechens verurteilt. In der Zeit des Nationalsozialismus wurde er erneut inhaftiert und 1935 vom Landgericht Leipzig wegen Rückfallbetrugs und schwerer Urkundenfälschung zu einem Jahr und drei Monaten Gefängnis verurteilt. Die Haft musste er im Strafgefängnis Hoheneck absitzen. Aufgrund von Krankheit kam es zu einer Strafunterbrechung, während der er verstarb.

## Werke (Auswahl)
- Wenn die Liebe zur Sünde wird. Ferling & Hellbach, Leipzig-Lindenau 1919.
- Der Hochmütigen Bändigung. Internationaler Zentralverband der Bibliophilen, Leipzig-Lindenau 1921.
- Sonnenrosenfrühling. Internationaler Zentralverband der Bibliophilen, Leipzig-Lindenau 1921.
- Die rote Strella. Oppeln, o. J. (1923).
- Selbstbekenntnisse einer Dirne oder ein Sittenbild aus dem Großstadtsumpf. Nach Tagebuchaufzeichnungen bearbeitet und herausgegeben. Rosen-Verlag, Dresden 1927.